# Huta Marta
Huta Marta (też: Huta Marty, niem. Marthahütte) − huta znajdująca się w śródmieściu Katowic, działająca w latach 1852−1928. Po I wojnie światowej zajmowała obszar położony na północ od biegu Rawy i położonych wzdłuż niej stawów hutniczych i sięgający na północy mniej więcej po linię obecnej ul. Chorzowskiej. Na wschodzie sięgała po dzisiejszą al. W. Korfantego, a na zachodzie prawie po linię obecnej ul. F. W. Grundmanna.
U początków huty Marty leżały dwie walcownie cynkowe. Południowa, wybudowana w 1852, została wydzierżawiona Śląskiemu Towarzystwu Akcyjnemu dla Hutnictwa Cynkowego i jako taka działała do końca 1862. Huta północna została wybudowana w 1854, jednak nigdy nie uruchomiono w niej walcowni cynku. W 1857 przeszła w dzierżawę Towarzystwa Akcyjnego Minerwa, która przebudowała ją na walcownię żelaza. Produkowano tu szyny kolejowe (od 1859). Około 1858 w hucie pracowało 80 mężczyzn, 92 kobiety i grupa dzieci. W latach 1867−1869 również hutę południową przebudowano na walcownię żelaza.
Od 1889 zakład należał do Kattowitzer Aktiengesellschaft für Bergbau und Eisenhüttenbetrieb. W 1892 huta posiadała trzydzieści pieców pudlarskich i jedenaście zgrzewczych. Produkowała wszystkie gatunki handlowe wyrobów żelaznych: rury, taśmy (m.in. jako półfabrykat do wyrobu gwoździ), śruby, nity i in. Przed I wojną światową znaczną część produkcji kierowano do Rosji.
Hutę zamknięto w 1928, a niektóre jej zabudowania stały do lat 60. XX wieku. Na wschodnim skraju dawnej huty Marta wybudowano blok mieszkalny Superjednostka.